# Piptadenia adiantoides
Piptadenia adiantoides là một loài thực vật có hoa trong họ Đậu. Loài này được (Spreng.) J.F.Macbr. miêu tả khoa học đầu tiên.